# Chaetexorista claripennis
Chaetexorista claripennis là một loài ruồi trong họ Tachinidae.